# Porticus absidata
La Porticus absidata era un portico di Roma ricordato nei Cataloghi regionari dell'epoca di Costantino.
La sua individuazione non è certa, ma in genere viene identificata con la grande esedra a ferro di cavallo alle spalle del muro perimetrale del Foro di Nerva, che ne costituiva l'ingresso monumentale dal quartiere della Suburra.
Era costituito da due piani ad arcate su pilastri in blocchi di peperino, rivestiti in marmo e ornati da lesene di ordine corinzio. Il muro di fondo si appoggiava all'esterno dell'esedra del Foro di Augusto e aveva ingressi verso il Tempio della Pace e verso l'ambiente quadrangolare a lato del tempio di Minerva, verso il Foro di Nerva.